# Centaurea damascena
Centaurea damascena — вид рослин роду волошка (Centaurea), з родини айстрових (Asteraceae).

## Біоморфологічна характеристика
Хамефіт. Листки розсічені; прилистки відсутні. Квіточки рожеві. Період цвітіння: травень, червень, липень.

## Середовище проживання
Країни проживання: Ізраїль, Йорданія, Ліван, Синайський півострів, Сирія. Населяє відслонення твердих порід.